# Neonectria radicicola
Neonectria radicicola ist ein phytopathogener Schimmelpilz aus der Gattung Neonectria. Neonectria radicicola ist eine Teleomorphe, die zugehörige Anamorphe ist Cylindrocarpon destructans (Zinssm.) Scholten.

## Beschreibung
Das Mycel wächst innerhalb der Wirtspflanze oder im Boden sehr nah an den Wurzeln der Pflanzen, es ist fast schwarz. Wenn sich oberirdische Perithecien bilden, sind diese hell rötlich. Der Sporenträger ist verzweigt.

### Sporen
Wie bei den Hefen werden auch asexuelle Sporen durch Knospung entwickelt. Neonectria radicicola bildet drei verschiedene Typen von Sporen aus.
Die Meiosporen sind zylindrisch und abgewinkelt und werden zwischen sieben und 50 Mikrometer lang. Sie sind dickwandig, braun mit einer abgeflachten Seitenwand. Reife Meiosporen haben drei Septa. Im aus den Meiosporen auswachsenden Mycel bilden sich schnell zahlreiche rundliche Chlamydosporen, die zwischen zehn und 17 Mikrometer durchmessen.
Die Mitosporen (Konidien) sind kleiner, sie werden zwischen zwei und neun Mikrometer lang, und elliptisch, sie sitzen in dichten Haufen auf den Phialiden.

## Ökologie
Der Pilz wächst über die Wurzeln, in die Sprossachsen und die Basen der Blatt- und Blütenstiele der Wirtspflanzen ein. Häufig bricht die Pflanze direkt über dem Boden ab, auch Blätter fallen oft ab. Bis dahin hängen die Laubblätter oft schlaff herab, an Stängel und Wurzeln bilden sich schwarze nekrotische Stellen, die sich zu tiefen Rissen entwickeln. Die Wirtspflanzen bilden häufig einen Ring aus Phellogen um die befallenen Stellen.
Seltener befällt der Pilz auch die Eier von Fadenwürmern (Nematoda).

## Systematik
Neonectria radicicola bildet eine Klade zusammen mit Neonectria neomacrospora und Neonectria galligena, den beiden nächsten Verwandten der Art:
|  | \| \| Neonectria galligena \| \| \| \| \| \| Neonectria neomacrospora \| \| \| \| |
|  |                                                                                   |
|  | Neonectria radicicola                                                             |
|  |                                                                                   |
|  | Neonectria galligena                                                              |
|  |                                                                                   |
|  | Neonectria neomacrospora                                                          |
|  |                                                                                   |

|  | Neonectria galligena     |
|  |                          |
|  | Neonectria neomacrospora |
|  |                          |